# Sieradzan (nazwisko)
Sieradzan – polskie nazwisko. Nosi je w Polsce około tysiąca osób.
 Najwięcej w Warszawie i w powiecie grójeckim (powyżej 100 osób). W powiecie sieradzkim zameldowanych jest około 20 osób o tym nazwisku.

## Znane osoby noszące to nazwisko
- Jacek Sieradzan (ur. 1956) – polski religioznawca, autor dzieła Szaleństwo w religiach świata
- Wiesław Sieradzan (ur. 1957) – polski historyk, specjalizujący się w historii średniowiecza
- Dominika Sieradzan (ur. 1980) – polska siatkarka